# Kleines Tropicana
Kleines Tropicana, también llamada Tropicanita, es una película de misterio y espionaje cubana de 1997 dirigida por Daniel Díaz Torres, autor del guion también con Eduardo del Llano, y protagonizada por Peter Lohmayer, Vladimir Cruz y Corina Mestre.

## Argumento
A mediados de los años cuarenta el cadáver de un turista alemán, Hermann, aparece en un céntrico barrio de La Habana. Lorenzo, un ambicioso policía de provincias, de visita por la capital, tratará por todos los medios de encargarse del asunto para escapar de su pueblo.

## Reparto
- Blanca Rosa Blanco
- Carlos Cruz
- Vladimir Cruz
- Peter Lohmeyer
- Corina Maestro
- Enrique Molina
- Jorge Molina
- Héctor Noas
- Luisa Pérez-Nieto

## Premios y nominaciones
Fue nominada al Goya a la mejor película extranjera de habla hispana en 1999, y fue exhibida en la sección "Made in Spanish" del 46.º Festival Internacional de Cine de San Sebastián.  También ganó el premio especial del público en el Festival Internacional del Nuevo Cine Latinoamericano de La Habana.